# Lakhmiden
De Lakhmiden (Arabisch: اللخميون), in het Arabisch ook bekend als Al-Manādhirah (Arabisch: المناذرة) en Banu Lakhm (Arabisch: بنو لخم) was een Arabisch koninkrijk in zuid-Irak dat grofweg tussen 300 en 602 bestond. De hoofdstad van het rijk was de stad Hira. De Lakhmiden waren een vazalstaat en een belangrijke bondgenoot van de Sassaniden.

## Geschiedenis
Het koninkrijk werd gesticht door de Arabische stam Banu Lakhm die in de tweede eeuw vanuit Jemen naar het noorden emigreerde. Aan het einde van de derde eeuw kwam de familie van de Lakhmiden aan de macht en 'Amr ibn Adi maakte van Hira de hoofdstad. Hij probeerde ook zijn macht uit te breiden tot aan de andere zijde van de Syrische woestijn en raakte hierbij in conflict met koningin Zenobia. 'Amr ibn Adi werd opgevolgd door zijn zoon Imru' al-Qays. Onder de Sassaniden diende hij als gouverneur over de Arabische stammen. Na een bezoek aan Syria liet hij zich kerstenen en schaarde hij zich aan de zijde van het Byzantijnse Rijk.
De tweede helft van de vierde eeuw is door een gebrek aan bronnen een obscure periode in de geschiedenis van de Lakhmiden. In de vijfde eeuw werd onder de leiding van koning Al-Nu'man twee grote paleizen gebouwd in respectievelijk Sadir en Kawarnaq, nabij Hira. Deze gebouwen werden beschouwd als wonderen in de toenmalige Arabische wereld. Onder koning al-Mundhir I vochten de Lakhmiden onder de Sassaniden tegen de Byzantijnen. Hij hielp ook Bahram V, die enige jaren in Hira had geleefd, bij het verkrijgen van de Perzische troon.

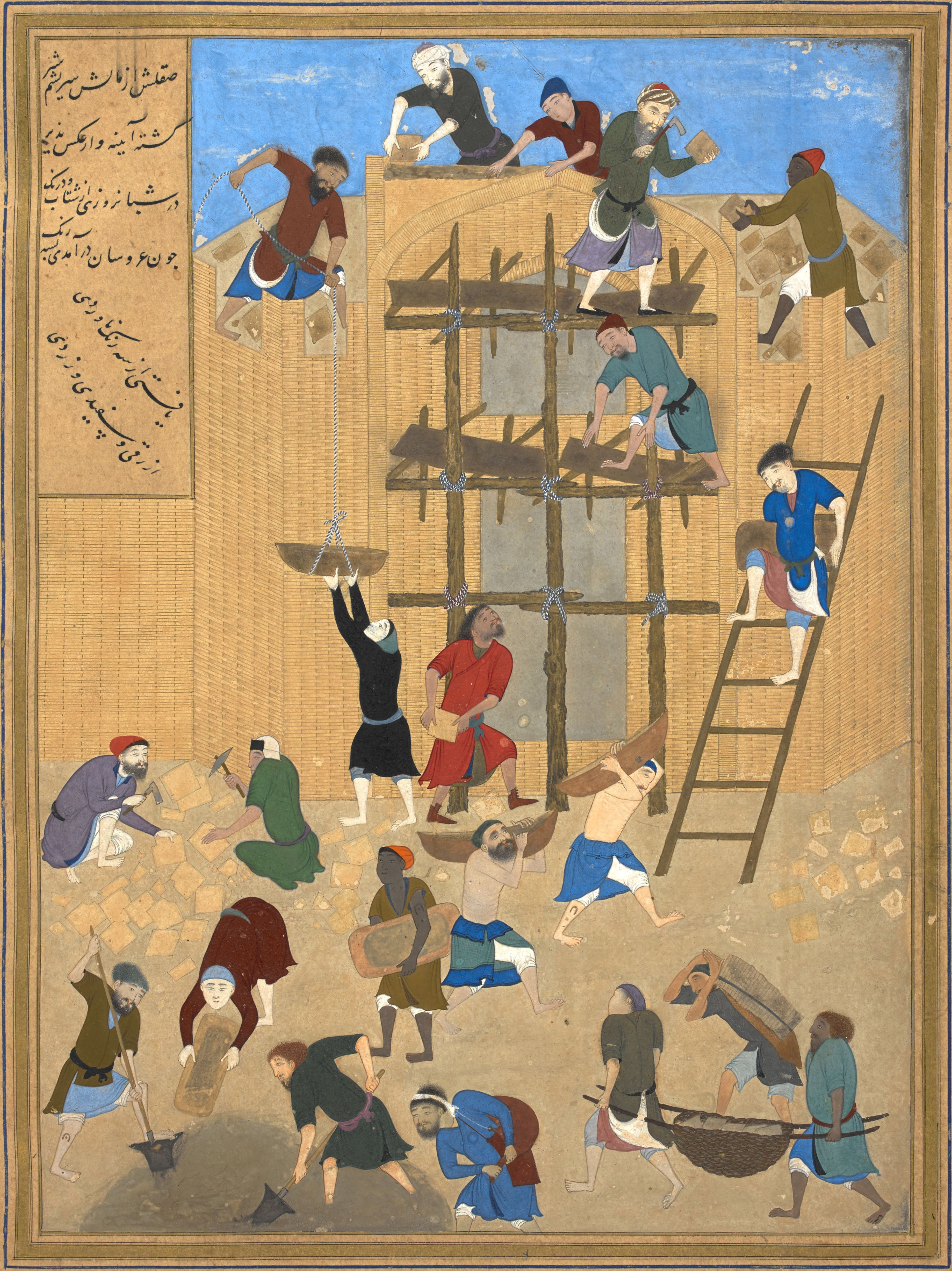
De bouw van het paleis van Kawarnaq, afbeelding uit een Perzisch manuscript.

Met de hulp van de Sassaniden wisten de Lakhmiden ook de noordelijke Arabische stammen onder controle te houden. Voor korte tijd werd Hira bestuurd door het hoofd van de stam van de Kenda. Al-Mundhir III wist opnieuw het gezag van de Lakhmiden in Hira te vestigen. Hij verkreeg van de Perzische koning Khosrau I. De dynastie bleef betrokken in de oorlog van de Sassaniden tegen de Byzantijnen en hun Arabische buren, de Ghassaniden. De laatste koning van het geslacht was al-Nu'man III en hij was een groot mecenas van de pre-islamitische poëzie. Hij werd echter in 602 door de Sassanidische koning Khosrau II ter dood veroordeeld vanwege verraad en hierop werd het rijk van de Lakhmiden geannexeerd door de Sassaniden.

## Religie
Ondanks dat het merendeel van het volk van de Lakhmiden paganistisch waren was de stad Hira een belangrijk een centrum voor het Nestorianisme en kende het zijn eigen bisschoppen.

## Lijst van koningen van de Lakhmiden
| #  | Koning                             | Periode   |
| -- | ---------------------------------- | --------- |
| 1  | 'Amr I ibn Adi                     | 268–295   |
| 2  | Imru' al-Qays I ibn 'Amr           | 295–328   |
| 3  | 'Amr II ibn Imru' al-Qays          | 328–363   |
| 4  | Aws ibn Qallam (geen Lakhmid)      | 363–368   |
| 5  | Imru' al-Qays II ibn 'Amr          | 368–390   |
| 6  | al-Nu'man I ibn Imru' al-Qays      | 390–418   |
| 7  | al-Mundhir I ibn al-Nu'man         | 418–462   |
| 8  | al-Aswad ibn al-Mundhir            | 462–490   |
| 9  | al-Mundhir II ibn al-Mundhir       | 490–497   |
| 10 | al-Nu'man II ibn al-Aswad          | 497–503   |
| 11 | Abu Ya'fur ibn Alqama (niet zeker) | 503–505   |
| 12 | al-Mundhir III ibn al-Nu'man       | 503/5–554 |
| 13 | 'Amr III ibn al-Mundhir            | 554–569   |
| 14 | Qabus ibn al-Mundhir               | 569–573   |
| 15 | Suhrab (Perzisch gouverneur)       | 573–574   |
| 16 | al-Mundhir IV ibn al-Mundhir       | 574–580   |
| 17 | al-Nu'man III ibn al-Mundhir       | 580–602   |